# Stephan Palla
Stephan Palla (* 15. Mai 1989 in Mauerbach) ist ein philippinisch-österreichischer Fußballspieler auf der Position des Abwehrspielers.

## Karriere

### Verein
Der Sohn eines ungarischen Vaters und einer philippinischen Mutter begann seine aktive Karriere als Fußballspieler im August 1996 im Nachwuchsbereich des SC Mauerbach in Niederösterreich, bei dem auch seine Brüder Juanito und Dominic ihre Amateurkarrieren begannen. Dort durchlief er nur wenige Jugendspielklassen und wurde bereits im Jahre 1998 als Kooperationsspieler an die Jugend des SK Rapid Wien abgegeben. Dabei war er bis zum Juni 2000 ausschließlich als Kooperationsspieler im Nachwuchs tätig und wurde daraufhin fix vom Verein übernommen. Nach einigen Jahren in der Jugendabteilung und der Akademie (2003 bis 2007) kam er während der Spielzeit 2006/07 erstmals in den Kader der Amateure von Rapid Wien mit Spielbetrieb in der drittklassigen österreichischen Regionalliga Ost. Zudem war er während der gesamten Saison auch noch in der U-19-Mannschaft des Vereins im Einsatz. Sein Debüt für die Amateure kam er am 3. Juni 2007, dem vorletzten Spieltag, als er bei der 1:4-Niederlage gegen SKN St. Pölten in der 52. Spielminute für Sebastian Protiwa eingewechselt wurde. Am darauffolgenden Spieltag war Palla bereits die volle Spieldauer im Einsatz.
In der Saison 2007/08 trainierte der Verteidiger in der Kampfmannschaft von Rapid mit, kam aber nur zu einem Kurzeinsatz in der Bundesliga, als er gegen Wacker Innsbruck am 29. März 2008 in der 88. Minute für Andreas Dober eingewechselt wurde. Daneben war er in 24 Ligaspielen für die Rapid Amateure im Einsatz und blieb dabei ohne Torerfolg. Trotz seines nur kurzen Bundesligaeinsatzes in dieser Saison durfte sich Palla österreichischer Meister nennen, da der Verfolger FC Red Bull Salzburg in der Endtabelle mit sechs Punkten Abstand auf Rang 2 lag.
Während der Saison 2008/09 war der junge Abwehrspieler in 15 Meisterschaftsspielen für die Amateure im Einsatz, dazu kamen weitere zwei Einsätze in der Bundesliga. Nach dem nur kurzen Einsatz in der Bundesliga 2007/08 war Palla am 31. Oktober 2008 (2:0-Heimsieg über Kapfenberg) bereits die volle Spieldauer im Einsatz. Bei seinem erst dritten Profiligaeinsatz am 4. November 2008 war er von Beginn an im Einsatz und gab in der 32. Minute die Vorlage für den Ausgleichstreffer zum 1:1 von Nikica Jelavić. Nachdem Palla in der 37. Spielminute mit der Gelben Karte verwarnt wurde, wurde er bereits in der 38. Minute durch Christopher Drazan auf der Verteidigerposition ersetzt. Das Nachtrags-Auswärtsspiel gegen den SK Austria Kärnten endete in einem 3:3-Remis.
Nachdem Palla von vielen, unter anderem auch vom Rapid-Coach Peter Pacult, als großes Talent angesehen wurde und von Pacult auch die Möglichkeit bekam, sich zu beweisen, konnte Palla diese Chance nicht nützen. Durch disziplinäre Probleme, schwache Trainingsleistungen und einer Verletzung stand er einige Zeit nicht mal mehr im Amateurkader des Vereins. Nach dem Missmut, der sich mit der Zeit breit machte, folgte im Sommer 2009, kurz vor der Saison 2009/10 Pallas leihweiser Abgang nach Vorarlberg. Dort wurde er Anfang August vom FC Lustenau 07 in die Mannschaft, die ihren Spielbetrieb in der zweitklassigen österreichischen Ersten Liga hat, aufgenommen. Im akuten Bedarfsfall hätten die Wiener Palla auch während der laufenden Saison wieder zurück in die Mannschaft holen können, was sie jedoch in weiterer Folge nicht taten.
Nach zehn Ligaspieleinsätzen sowie zwei Einsätzen im ÖFB-Cup 2009/10 wurde Palla nach eher schlechten Leistungen im Dezember 2009 wieder zurück zum SK Rapid Wien geschickt. Da dieser mit den bisherigen Leistungen Pallas ebenfalls unzufrieden war, musste eine Alternativlösung gefunden werden. Danach vermittelte der ehemalige österreichische Profifußballspieler und nunmehrige Trainer Kurt Garger den jungen Verteidiger zu seinem aktuell betreutem Team, der Kampfmannschaft des DAC Dunajská Streda. Die Mannschaft, bei der er Mitte Jänner 2010 unterschrieb, hat ihren Spielbetrieb seit der Saison 2008/09 in der Corgoň liga, der höchsten Spielklasse im slowakischen Fußball.
Neben Bartoloměj Kuru, Richi Wemmer und Markus Seelaus war Palla zu diesem Zeitpunkt einer von vier Österreichern im Profikader der Slowaken. Nach 14 Spielen in der Slowakei und Platz zehn im Endklassement 2009/10 kehrte er wieder nach Österreich zurück. Palla wurde von Rapid Wien an den FC Admira Wacker Mödling verliehen. Mit der Admira schaffte er in der Saison 2010/11 den Aufstieg von der Ersten Liga in die Bundesliga und war auch in den folgenden zwei Spielzeiten für die Niederösterreicher im Einsatz. 2013 kehrte er zu seinem Stammverein Rapid Wien zurück, stand in der Spielzeit 2013/14 aber nur sieben Mal in der Startformation. Nachdem sein Vertrag im Sommer 2014 nicht verlängert worden war, wechselte er ablösefrei zum Wolfsberger AC und seinem ehemaligen Trainer Dietmar Kühbauer. Bei den Kärntnern unterschrieb Palla einen Vertrag über zwei Jahre.
Zur Saison 2018/19 wechselte er zum Ligakonkurrenten SKN St. Pölten, bei dem er einen bis Juni 2019 laufenden Vertrag erhielt. Im Juli 2018 löste er seinen Vertrag, wenige Tage vor dem ersten Pflichtspiel in jener Saison, jedoch wieder auf.
Nach mehreren Monaten ohne Verein wechselte er im Januar 2019 nach Thailand zu Buriram United. Für Buriram absolvierte er 11 Spiele in der ersten Liga, der Thai League. Nach der Saison 2019 verließ er Thailand wieder.
Nach über einem halben Jahr ohne Verein kehrte er im August 2020 nach Österreich zurück und wechselte zum Zweitligisten Grazer AK. Für die Grazer absolvierte er in zwei Spielzeiten 35 Partien in der 2. Liga. Zur Saison 2022/23 wechselte Palla zum viertklassigen ASK Voitsberg.

### Nationalmannschaft
Nachdem sich Palla vorwiegend in der U-19-Akademiemannschaft von Rapid und bei der Amateurmannschaft in der Regionalliga Ost bemerkbar gemacht hatte, wurde er bald ins österreichische U-17-Nationalteam geholt. Wenig später folgte die Einberufung in Österreichs U-18-Auswahl. Nach 23 Länderspieleinsätzen (U-17 und U-18) wurde er in den österreichischen U-19-Kader nominiert. Für die Mannschaft absolvierte er zehn Länderspiele.
2015 wurde Palla in den Kader des philippinischen Nationalteams einberufen und debütierte in der WM-Qualifikation gegen Bahrain.

## Erfolge
- 1× österreichischer Meister: 2007/08
- 1× Meister Erste Liga: 2011
- 1× Vizemeister Thai League: 2019
- 1× Finalist Thai League Cup – 2019
- Thailand Champions Cup: 2019